# Associazione Calcio Siena 2003-2004
Questa voce raccoglie le informazioni riguardanti l'Associazione Calcio Siena nelle competizioni ufficiali della stagione 2003-2004.

## Stagione
Nella stagione 2003-2004 il Siena, sempre affidato a Giuseppe Papadopulo approda per la prima volta nella massima serie del calcio italiano, il 31 agosto 2003, la squadra bianconera ha esordito in Serie A pareggiando (2-2) a Perugia: Andrea Ardito è stato l'autore della prima rete toscana nel massimo campionato. Poi è giunta la prima sconfitta (0-1) contro l'Inter, nell'esordio davanti al proprio pubblico, e la prima vittoria, grazie al (4-0) rifilato all'Empoli nella terza giornata. La squadra bianconera ha raccolto 18 punti nel girone di andata e 16 nel girone di ritorno, raggiungendo il traguardo della salvezza, con quattro punti di vantaggio sul Perugia, quart'ultimo, che ha poi perso lo spareggio con la Fiorentina. Miglior marcatore della stagione è stato Enrico Chiesa autore di 10 reti. Nella Coppa Italia il Siena ha eliminato nel secondo turno il Teramo, poi negli Ottavi di finale è stato eliminato nel doppio confronto con la Juventus.

## Divise e sponsor
Nella stagione 2003-2004 lo sponsor tecnico è Lotto, mentre lo sponsor ufficiale è Monte dei Paschi di Siena. La divisa casalinga presenta una maglia a strisce bianco-nere, pantaloncini e calzettoni sono interamente neri. La divisa da trasferta è invece albina con le rifiniture in nero e la terza presenta maglia oro con decorazioni in nero, pantaloncini anch'essi neri e calzettoni aurei.
| Casa | Trasferta | Terza divisa |  |

## Rosa
| N. |                           | Ruolo | Calciatore              |
| -- | ------------------------- | ----- | ----------------------- |
| 1  | Italia (bandiera)         | P     | Generoso Rossi          |
| 2  | Argentina (bandiera)      | D     | Leandro Cufré           |
| 3  | Grecia (bandiera)         | D     | Kōnstantinos Loumpoutīs |
| 4  | Italia (bandiera)         | D     | Michele Mignani         |
| 5  | Italia (bandiera)         | D     | Bruno Cirillo           |
| 6  | Italia (bandiera)         | C     | Vincenzo Riccio         |
| 6  | Italia (bandiera)         | C     | Simone Vergassola       |
| 8  | Italia (bandiera)         | D     | Stefano Argilli         |
| 9  | Norvegia (bandiera)       | A     | Tore André Flo          |
| 10 | Italia (bandiera)         | A     | Enrico Chiesa           |
| 11 | Serbia (bandiera)         | C     | Nikola Lazetić          |
| 12 | Argentina (bandiera)      | D     | Carlos Arano            |
| 14 | Italia (bandiera)         | P     | Marco Fortin            |
| 15 | Brasile (bandiera)        | D     | Roque Júnior            |
| 16 | Brasile (bandiera)        | D     | Juniòr                  |
| 17 | Costa d'Avorio (bandiera) | D     | Ghislain Akassou        |
| 18 | Italia (bandiera)         | D     | Paolo Foglio            |
| 19 | Italia (bandiera)         | A     | Antonio Morello         |

| N. |                    | Ruolo | Calciatore           |
| -- | ------------------ | ----- | -------------------- |
| 20 | Grecia (bandiera)  | C     | Lambros Vangelis     |
| 21 | Brasile (bandiera) | C     | Rodrigo Taddei       |
| 22 | Italia (bandiera)  | C     | Andrea Ardito        |
| 23 | Italia (bandiera)  | C     | Roberto D'Aversa     |
| 25 | Italia (bandiera)  | A     | Nicola Ventola       |
| 26 | Italia (bandiera)  | C     | Simone Marini        |
| 28 | Uruguay (bandiera) | C     | Gianni Guigou        |
| 30 | Italia (bandiera)  | C     | Alessandro Cucciari  |
| 31 | Italia (bandiera)  | A     | Raffaele Rubino      |
| 32 | Italia (bandiera)  | D     | Daniele Delli Carri  |
| 33 | Brasile (bandiera) | C     | Fernando Menegazzo   |
| 39 | Brasile (bandiera) | D     | Juarez               |
| 41 | Italia (bandiera)  | C     | Giuseppe Aquino      |
| 44 | Italia (bandiera)  | C     | Matteo Berretti      |
| 77 | Italia (bandiera)  | C     | Fabio Alleruzzo      |
| 80 | Italia (bandiera)  | C     | Simone Bonomi        |
| 83 | Italia (bandiera)  | P     | Simone Farelli       |
| 99 | Italia (bandiera)  | A     | Alessandro De Giorgi |

## Calciomercato

### Sessione estiva(dal 1/7 al 31/8)
| Acquisti | Acquisti            | Acquisti    | Acquisti   |
| R.       | Nome                | a           | Modalità   |
| -------- | ------------------- | ----------- | ---------- |
| P        | Generoso Rossi      | Palermo     | definitivo |
| D        | Carlos Arano        | Racing Club | definitivo |
| D        | Bruno Cirillo       | Lecce       | prestito   |
| D        | Leandro Cufré       | Roma        | prestito   |
| D        | Daniele Delli Carri | Torino      | -          |
| D        | Paolo Foglio        | Atalanta    | -          |
| C        | Roberto D'Aversa    | Ternana     | -          |
| C        | Gianni Guigou       | Roma        | prestito   |
| C        | Fernando Menegazzo  | Juventude   | -          |
| A        | Enrico Chiesa       | Lazio       | svincolato |
| A        | Tore André Flo      | Sunderland  | definitivo |
| A        | Nicola Ventola      | Inter       | prestito   |

| Cessioni | Cessioni             | Cessioni       | Cessioni   |
| R.       | Nome                 | a              | Modalità   |
| -------- | -------------------- | -------------- | ---------- |
| P        | Andrea Mazzantini    | -              | ritiro     |
| D        | Francesco Carbone    | Triestina      | -          |
| D        | André Leone          | Ituano         | svincolato |
| D        | Davide Mandelli      | Torino         | -          |
| D        | Luigi Martinelli     | Ascoli         | -          |
| D        | Ruggero Radice       | Piacenza       | -          |
| C        | Massimo Brambilla    | Cagliari       | -          |
| C        | Reinaldo             | Quilmes        | -          |
| C        | Lambros Vangelis     | PAOK           | svincolato |
| A        | Mohammed Aliyu Datti | Standard Liegi | -          |
| A        | Pierpaolo Bresciani  | Sansovino      | -          |
| A        | Stefano Ghirardello  | Genoa          | -          |
| A        | Simone Tiribocchi    | Torino         | -          |

### Sessione invernale(dal 3/1 al 31/1)
| Acquisti | Acquisti                | Acquisti | Acquisti |
| R.       | Nome                    | a        | Modalità |
| -------- | ----------------------- | -------- | -------- |
| D        | Juarez                  | Bologna  | prestito |
| D        | Júnior                  | Parma    | prestito |
| D        | Kōnstantinos Loumpoutīs | Perugia  | prestito |
| D        | Roque Júnior            | Milan    | prestito |
| C        | Simone Vergassola       | Torino   | -        |

| Cessioni | Cessioni        | Cessioni  | Cessioni |
| R.       | Nome            | a         | Modalità |
| -------- | --------------- | --------- | -------- |
| P        | Matteo Gianello | Lodigiani | prestito |
| D        | Carlos Arano    | Perugia   | prestito |
| D        | Simone Bonomi   | Chievo    | prestito |
| D        | Paolo Foglio    | Genoa     | prestito |
| C        | Vincenzo Riccio | Benevento | -        |
| A        | Antonio Morello | Catanzaro | -        |
| A        | Raffaele Rubino | Torino    | prestito |

## Risultati

### Serie A

#### Girone di andata
| Arbitro: | Rodomonti (Teramo) |

|                        |           |                       |
| Vryzas 9’ Bothroyd 27’ | Marcatori | 19’ Ardito 48’ Taddei |

| Arbitro: | Paparesta (Bari) |

|  |           |               |
|  | Marcatori | 29’ Materazzi |

| Arbitro: | De Santis (Roma) |

|                                            |           |  |
| Chiesa 29’ (rig.), 49’ (rig.), 62’ Flo 67’ | Marcatori |  |

| Arbitro: | Messina (Bergamo) |

|             |           |             |
| Adriano 79’ | Marcatori | 41’ Lazetić |

| Siena 5 ottobre 2003, ore 15.00 CEST 5ª giornata | Siena            | 0 – 0 referto | Roma | Montepaschi Arena\| Arbitro: \| Rosetti (Torino) \| |
| Arbitro:                                         | Rosetti (Torino) |               |      |                                                     |

| Arbitro: | Messina (Bergamo) |

|                       |           |           |
| Mozart 22’ León 90+4’ | Marcatori | 90+5’ Flo |

| Arbitro: | Saccani (Mantova) |

|                       |           |              |
| Taddei 12’ Chiesa 76’ | Marcatori | 9’ Chevantón |

| Ancona 2 novembre 2003, ore 15.00 CET 8ª giornata | Ancona             | 0 – 0 referto | Siena | Stadio Del Conero\| Arbitro: \| Preschern (Mestre) \| |
| Arbitro:                                          | Preschern (Mestre) |               |       |                                                       |

| Arbitro: | Tombolini (Ancona) |

|                   |           |                     |
| Chiesa 82’ (rig.) | Marcatori | 28’, 48’ Pellissier |

| Arbitro: | Dattilo (Locri) |

|          |           |         |
| Fava 42’ | Marcatori | 79’ Flo |

| Arbitro: | Bertini (Arezzo) |

|                               |           |  |
| Taddei 41’, 43’ Menegazzo 50’ | Marcatori |  |

| Arbitro: | Brighi (Cesena) |

|                       |           |              |
| Flachi 1’ Bazzani 73’ | Marcatori | 39’ D'Aversa |

| Arbitro: | Tombolini (Ancona) |

|                       |           |         |
| Kaká 38’ Tomasson 54’ | Marcatori | 87’ Flo |

| Siena 21 dicembre 2003, ore 15.00 CET 14ª giornata | Siena                    | 0 – 0 referto | Bologna | Montepaschi Arena\| Arbitro: \| Morganti (Ascoli Piceno) \| |
| Arbitro:                                           | Morganti (Ascoli Piceno) |               |         |                                                             |

| Arbitro: | Palanca (Roma) |

|                                |           |                     |
| Mauri 15’, 87’ Baggio 21’, 52’ | Marcatori | 45’ Argilli 46’ Flo |

| Arbitro: | Dondarini (Finale Emilia) |

|                                               |           |  |
| Lazetić 5’ Chiesa 44’ Ventola 70’ Morello 82’ | Marcatori |  |

| Arbitro: | Bolognino (Milano) |

|                                                     |           |                         |
| Del Piero 15’ (rig.), 59’ (rig.), 64’ Trezeguet 37’ | Marcatori | 70’ (rig.), 80’ Ventola |

#### Girone di ritorno
| Arbitro: | Messina (Bergamo) |

|                         |           |              |
| Flo 87’ Menegazzo 90+1’ | Marcatori | 5’ Ravanelli |

| Arbitro: | Rodomonti (Teramo) |

|                                                |           |  |
| Recoba 22’, 67’ (rig.) Adriano 49’, 79’ (rig.) | Marcatori |  |

| Arbitro: | Messina (Bergamo) |

|            |           |  |
| Rocchi 69’ | Marcatori |  |

| Arbitro: | Rosetti (Torino) |

|            |           |                               |
| Chiesa 42’ | Marcatori | 58’ Gilardino 90+1’ Bresciano |

| Arbitro: | Collina (Viareggio) |

|                                             |           |  |
| Cassano 19’, 24’, 70’ Mancini 30’ Totti 86’ | Marcatori |  |

| Siena 29 febbraio 2004, ore 15.00 CET 23ª giornata | Siena            | 0 – 0 referto | Reggina | Montepaschi Arena\| Arbitro: \| Bertini (Arezzo) \| |
| Arbitro:                                           | Bertini (Arezzo) |               |         |                                                     |

| Lecce 7 marzo 2004, ore 15.00 CET 24ª giornata | Lecce              | 0 – 0 referto | Siena | Stadio Via del Mare\| Arbitro: \| Rodomonti (Teramo) \| |
| Arbitro:                                       | Rodomonti (Teramo) |               |       |                                                         |

| Arbitro: | Rizzoli (Bologna) |

|                                      |           |                       |
| Chiesa 22’ Vergassola 44’ Taddei 46’ | Marcatori | 30’ Bucchi 69’ Rapaić |

| Arbitro: | Ayroldi (Molfetta) |

|                   |           |             |
| D'Anna 69’ (rig.) | Marcatori | 86’ Ventola |

| Arbitro: | Tombolini (Ancona) |

|        |           |  |
| Flo 6’ | Marcatori |  |

| Arbitro: | Dondarini (Bologna) |

|                                          |           |                      |
| César 4’, 46’, 49’ Fiore 29’ Corradi 79’ | Marcatori | 9’ Guigou 25’ Taddei |

| Siena 10 aprile 2004, ore 15.00 CEST 29ª giornata | Siena           | 0 – 0 referto | Sampdoria | Montepaschi Arena\| Arbitro: \| Dattilo (Locri) \| |
| Arbitro:                                          | Dattilo (Locri) |               |           |                                                    |

| Arbitro: | Collina (Viareggio) |

|                   |           |                       |
| Chiesa 38’ (rig.) | Marcatori | 26’ Ševčenko 80’ Kaká |

| Arbitro: | Rosetti (Torino) |

|                                       |           |             |
| Dalla Bona 32’ Bellucci 62’ Nervo 83’ | Marcatori | 68’ Mignani |

| Arbitro: | Farina (Novi Ligure) |

|  |           |            |
|  | Marcatori | 60’ Brighi |

| Arbitro: | Rodomonti (Roma) |

|               |           |                              |
| Marazzina 84’ | Marcatori | 42’, 76’ Taddei 90+3’ Chiesa |

| Arbitro: | Preschern (Mestre) |

|         |           |                                   |
| Flo 38’ | Marcatori | 32’ Tudor 41’ Miccoli 70’ Di Vaio |

### Coppa Italia
| Arbitro: | Rizzoli (Bologna) |

|  |           |                    |
|  | Marcatori | 90+1’ (aut.) Ayala |

| Arbitro: | Castellani (Verona) |

|                                    |           |  |
| Menegazzo 6’ Guigou 15’ Rubino 42’ | Marcatori |  |

| Arbitro: | Ayroldi (Molfetta) |

|            |           |                           |
| Rubino 26’ | Marcatori | 73’ Zalayeta 82’ Benjamin |

| Arbitro: | Bergonzi (Genova) |

|                              |           |             |
| Del Piero 45’ Camoranesi 52’ | Marcatori | 53’ Ventola |

## Statistiche

### Statistiche di squadra
Aggiornato al 16 maggio 2004

| Competizione | Punti | Totale | Totale | Totale | Totale | Totale | Totale |
| Competizione | Punti | G      | V      | N      | P      | Gf     | Gs     |
| ------------ | ----- | ------ | ------ | ------ | ------ | ------ | ------ |
| Serie A      | 34    | 34     | 8      | 10     | 16     | 41     | 54     |
| Coppa Italia | -     | 4      | 2      | 0      | 2      | 6      | 4      |
| Totale       | -     | 38     | 10     | 10     | 18     | 47     | 58     |